# Кокборок
Кокборок – тибето-бирманский язык, распространён в индийском штате Трипура, а также в штате Ассам и соседних районах Бангладеш. Название языка образовано словами «кок» (язык) и «борок» (народ), таким образом слово «кокборок» можно перевести как «язык народа борок».
В 1979 году кокборок был объявлен официальным языком штата Трипура наряду с бенгальским. Наиболее близкородственные языки: бодо, димаса и гаро. Имеется 2 тона: высокий и низкий. Выделяют 3 основных диалекта, которые практически не являются взаимопонимаемыми, эти диалекты также делятся на более мелкие вариации. По данным справочника Etnologue имеется 696 000 носителей языка, из них 691 000 – в Индии и 5000 – в Бангладеш.

## Письменность
Традиционно в качестве письменности использовалось собственное письмо колома (сейчас не используется). С XIX века язык записывали письмом бенгали, с момента независимости Индии довольно популярна также латиница. В наши дни используется как латиница, так и бенгали, до сих пор имеются разногласия  по поводу какую письменность следует использовать.
Счёт от 1 до 10:
- 1. – sa
- 2. – nwi
- 3. – tham
- 4. – brwi
- 5. – ba

- 6. – dok
- 7. – sni
- 8. – char
- 9. – chuku
- 10. – chi